# Дмитрівська волость (Дніпровський повіт)
Дмитрівська волость — адміністративно-територіальна одиниця Дніпровського повіту Таврійської губернії.
Станом на 1886 рік складалася з 4 поселень, 4 сільських громад. Населення — 985 осіб (499 чоловічої статі та 486 — жіночої), 162 дворових господарства.
|                     | Площа, десятин | У тому числі орної, дес. |
| ------------------- | -------------- | ------------------------ |
| Сільських громад    | 2463           | 910                      |
| Приватної власності | 70299          | 5604                     |
| Казенної власності  | 20467          | 4155                     |
| Іншої власності     | 120            | 120                      |
| Загалом             | 93349          | 10819                    |

Найбільші поселення волості:
- Дмитрівка (Тащенак) — село при Чорному морі за 90 верст від повітового міста, 303 особи, 70 дворів, православна церква, лавка. за 12 верст — цегельний завод, черепичний завод. за 20 верст — поштова станція.